# Гутлянський Володимир Якович
Володимир Якович Гутлянський (15 липня 1941, Ленінград) — відомий український математик, вчений у галузі комплексного аналізу та його застосувань, організатор і керівник наукової школи з сучасних проблем геометричної теорії функцій. Збагатив математику рядом видатних результатів, пов’язаних з розрахунком електромагнітних і теплових полів, із задачами фільтрації рідини і газу в пористому середовищі тощо, які дістали міжнародне визнання.    
Народився в сім'ї військовослужбовця.  
В 1964 році закінчив механіко-математичний факультет Томського державного університету зі спеціальності «Математика». З 1965 по 1967 р. навчався в аспірантурі на цьому ж факультеті.  
Аспірантуру закінчив достроково, у зв'язку з успішним захистом кандидатської дисертації «Варіаційні методи розв’язання екстремальних задач на деяких класах аналітичних функцій», яку підготував під керівництвом професора І.О. Александрова.  
Наукова школа з геометричної теорії функцій комплексного змінного в Томському університеті, біля витоків якої стояв Стефан Бергман, розвивалася під керівництвом доктора фізико-математичних наук, професора Павла Куфарєва і його учня доктора фізико-математичних наук, дійсного члена Міжнародної академії наук вищої школи, члена-кореспондента Російської академії освіти, професора Ігоря Александрова. 
У 1967 р. В.Я. Гутлянського направлено на роботу до Донецького обчислювального центру АН УРСР, який у 1970 р. було реорганізовано в Інститут прикладної математики і механіки АН УРСР.
Починаючи як молодший науковий співробітник, Володимир Якович уже в 1972 р. захистив в Інституті математики АН УРСР докторську дисертацію «Параметричні зображення і екстремальні задачі в теорії однолистих функцій». 
У період з 1967 по 1994 р. Володимир Якович працював також за сумісництвом на посадах старшого викладача, доцента і професора кафедри математичного аналізу і теорії функцій Донецького державного університету, гармонійно поєднуючи наукову й педагогічну діяльність.  
В 1978 році йому присвоєно вчене звання професора.  
В Інституті прикладної математики і механіки НАН України Гутлянський В. Я. працює з 1967 р.  
Протягом 1984—2005 рр. очолював відділ рівнянь з частинними похідними. 
У 2009 р. його обрано членом-кореспондентом Національної академії наук України
З грудня 2014 р. по травень 2016 р. Володимир Якович виконував обов'язки директора Інституту, нині працює на посаді радника при дирекції.

## Огляд наукової діяльності
Володимир Якович Гутлянський — один з провідних учених у галузі комплексного аналізу і його застосувань. Він збагатив сучасну математику низкою блискучих результатів, які здобули широке визнання в нашій країні та за її межами. Наукова діяльність Володимира Яковича пов'язана з розвитком комплексного аналізу, геометричної теорії конформних і квазіконформних відображень та їх узагальнень, а також застосуваннями отриманих теоретичних результатів до крайових задач математичної фізики. 
Перші досягнення В.Я. Гутлянського пов'язані з розвитком методу Левнера–Куфарєва в теорії однолистих функцій. Він розробив ефективний метод вивчення екстремальних для однолистих функцій шляхом їх редукції до лінійних екстремальних задач на опуклому класі Каратеодорі аналітичних функцій з додатною дійсною частиною. Саме на цьому шляху Володимиру Яковичу вдалося запропонувати компактний розв’язок загальної проблеми спотворення й обертання при конформних відображеннях одиничного кола.
Крім того, Володимир Якович розробив метод площ в однозв'язних і багатозв'язних випадках для однолистих аналітичних функцій з квазіконформним продовженням і навів, зокрема, точний розв’язок задачі про радіус зірковості. Він є автором методу внутрішніх варіацій для квазіконформних гомеоморфізмів площини, конформних в одиночному колі, для яких уперше встановив точні двосторонні оцінки модуля відображень. Він також запропонував просте доведення фундаментальної варіаційної теореми Шиффера–Голузіна і довів тим самим плідність свого підходу у випадку як багатозв'язних областей, так і багатолистих відображень.
Слід також зазначити, що дослідження В.Я. Гутлянського пов'язані зі створенням варіаційних методів для квазіконформних відображень на площині, які є розв’язками квазілінійних рівнянь Бельтрамі з обмеженнями на комплексну характеристику загального вигляду, і для квазіконформних відображень з обмеженнями інтегрального типу на характеристику М.О. Лаврентьєва. Тут центральними є теорема збіжності, критерії компактності та способи побудови допустимих варіацій. Необхідні умови екстремальності вказують на глибокі зв'язки між екстремальними задачами у виділених класах квазіконформних відображень і еліптичними системами диференціальних рівнянь на площині, які виникають у деяких задачах математичної фізики.
У серії робіт, написаних В.Я. Гутлянським спільно з відомими фахівцями в галузі сучасної теорії функцій і відображень із США, Фінляндії та Японії, було дано точне розв'язання відомої проблеми обертання Ф. Джона для біліпшицевих і квазіконформних деформацій комплексної площини. Крім того, було доведено теорему про конформну диференційовність квазіконформних відображень, яка містить, як окремий випадок, класичний результат Тейхмюллера–Віттіха–Бєлінського. Також В.Я. Гутлянський встановив просторовий аналог теореми Тейхмюллера про конформні дилатації квазірегулярних відображень і довів теореми існування гомеоморфних розв’язків диференціальних рівнянь Бельтрамі з виродженням.
В останні десятиліття було знайдено нові глибокі зв'язки між теоріями конформних і квазіконформних відображень, окреслилися застосування отриманих результатів для дослідження деяких крайових задач математичної фізики. Останніми роками Володимир Якович працює над вивченням проблеми локальної і граничної поведінки квазіконформних і більш загальних відображень на площині і в просторі, а також над вирішенням на цій основі цілої низки складних актуальних задач сучасного аналізу із застосуванням до крайових задач математичної фізики. Зокрема, разом з учнями він розвинув теорію напівлінійних рівнянь, а також довів теореми існування некласичних розв’язків крайових задач Діріхле, Неймана, Пуанкаре, Гільберта і Рімана для рівняння Бельтрамі, а також рівнянь математичної фізики в анізотропних і неоднорідних середовищах.
Серед прикладних розробок слід відзначити дослідження В.Я. Гутлянського, пов'язані з розрахунком електромагнітних і теплових полів для турбогенераторів великої потужності, а також розробки, що стосуються розв’язання задач фільтрації рідини і газу в пористому середовищі при створенні автоматизованої системи керування технологічним процесом на родовищі «Ведмеже».

## Підготовка наукових кадрів
Багато сил і енергії Гутлянський В. Я. віддає підготовці та вихованню висококваліфікованих наукових кадрів. У започаткованому Володимиром Яковичем науковому напрямі зараз активно працюють його учні: 3 доктори і 10 кандидатів наук. Під його керівництвом було захищено кандидатські дисертації В.В. Горяйнова (1975), В.Н. Астахова (1978), В.А. Щепетєва (1980), В.І. Рязанова (1983), В.В. Курти (1986), Е.В. Кравчук (1987), С.П. Десяцького (1987), Н.А. Шаукі (1987), В.А. Цапова (1990) і А.О. Зайдана (1992), а також докторські дисертації В.В. Горяйнова (1987), В.І. Рязанова (1994) і В.В. Курти (1995).

## Видавнича діяльність
Гутлянський В. Я. є автором понад 160 наукових праць, в тому числі 4 монографії, дві з яких опубліковано закордоном, у видавництві Springer та видавництві EMS (European Mathematical Society [Архівовано 10 листопада 2018 у Wayback Machine.]). 

## Міжнародна діяльність
Неодноразово представляв вітчизняну математику за кордоном на міжнародних конференціях, симпозіумах і математичних конгресах у Франції, Німеччині, Швейцарії, Швеції, Фінляндії, Японії та інших країнах світу, стверджуючи високий авторитет вітчизняної науки у світі. 
Багато років поспіль Гутлянський В. Я. здійснює плідне міжнародне співробітництво із всесвітньо відомими математичними колективами Технічного університету м. Берліна, Університету м. Гельсінкі, Мічиганського університету, Університету м. Хіросіма, Ізраїльського технологічного інституту Техніон.

## Науково-організаційна та педагогічна діяльність
Понад 30 років він присвятив науково-педагогічній роботі з молоддю на посаді професора Донецького національного університету.  
Математична громадськість Донецької області обрала Гутлянського В. Я. президентом Донецького математичного товариства. Його обрали членом Бюро Відділення математики НАН України й членом Бюро Донецького наукового центру НАН і МОН України.  
Гутлянський В. Я. брав активну участь у створенні міжнародного математичного журналу «Український математичний вісник [Архівовано 10 листопада 2018 у Wayback Machine.]» і є заступником головного редактора журналу з дня його заснування. 
Постановою Президії НАН України від 24.12.2014 р. № 294 Гутлянський В. Я. був призначений в.о. директора Інституту прикладної математики і механіки НАН України. Особливо слід відзначити його ефективну науково-організаційну роботу на цій посаді. Гутлянський В. Я. в найкоротший термін організував роботу і виконав в повному обсязі постанову Кабінету Міністрів України від 07.11.2014 № 595 та розпорядження Президії НАН України от 05.02.2015 № 56 стосовно переміщення Інституту прикладної математики і механіки НАН України до м. Слов'янськ. Це дозволило зберегти високопрофесійний колектив математиків і механіків в Донбасі і забезпечити успішне виконання планових наукових досліджень в Інституті прикладної математики і механіки НАН України.

## Нагороди та відзнаки
- Почесна Грамота Президії Верховної Ради УРСР (1987 р.);
- Премія НАН України імені М. М. Крилова за серію праць «Геометричні та аналітичні методи в комплексному аналізі» (2005 р.);
- Грамота Верховної Ради України (2013 р.);
- Відзнака НАН України «За підготовку наукової зміни» [Архівовано 9 листопада 2018 у Wayback Machine.] (2016 р.);
- Премія НАН України імені М. Г. Крейна за серію праць «Нові аналітичні методи для диференціальних рівнянь та теорії функцій» (2017 р.);
- Відзнака НАН України до 100-річчя НАН України (2018);
- Лауреат Державної премії в галузі науки і техніки (2020);
- Відзнака НАН України "За наукові досягнення" (2021);
- Премія НАН України імені М. О. Лаврентьєва (2022);
- Заслужений діяч науки і техніки України (2024).